# George P. Codd
George Pierre Codd (ur. 7 grudnia 1869 w Detroit, zm. 16 lutego 1927 tamże) – amerykański polityk w stanie Michigan, 46. burmistrz Detroit (1905-1906).

## Życiorys
Codd urodził się 7 grudnia 1869 w Detroit, Michigan jako syn George C. i Eunice Lawrence Codd.
George Codd uczęszczał do szkół publicznych w Detroit, a następnie studiował na Uniwersytecie Michigan.
Politycznie był członkiem Partii Republikańskiej. Od 1902 do 1904 był w radzie miejskiej Detroit, a od 1905 do 1906  burmistrzem tego miasta.